# 伦讷施塔特

Lennestadt

伦讷施塔特是德国北莱茵-威斯特法伦州的一个市镇。总面积135.59平方公里，总人口26888人，其中男性13553人，女性13335人（2011年12月31日），人口密度198人/平方公里。